# 佐々木芳宏
佐々木 芳宏（ささき よしひろ）は、日本の工学者、秋田大学総合情報処理センター准教授。専門は機械力学・流体工学。日本機械学会会員、日本素材物性学会会員。

## 来歴
秋田大学鉱山学部電気工学科卒業、同大学院修了。
「電気・油圧サーボ機構における位置制御システムのロバスト制御に関する研究」で博士号を取得。1992年、秋田大学工学資源学部助手に就任。2003年より現職。油圧システムの高機能制御の研究で大きな成果を上げている。

## 主な論文
- 「定常流体軸力におよぼすスプール弁形状の影響」素材物性学雑誌
- 油圧サーボ機構におけるシリンダのインピーダンス制御
- 「17O-NMR分光法を用いた遠赤外放射による水クラスター変化の研究」照明学会誌

## 主な受賞歴
- 日本素材物性学会優秀論文賞
- 日本素材物性学会山崎賞